# Esdoornganzenvoet
De esdoornganzenvoet (Chenopodiastrum hybridum, basioniem: Chenopodium hybridum) is een eenjarige plant uit de amarantenfamilie (Caryophyllaceae). De soort staat op de Nederlandse Rode lijst van planten als zeldzaam en stabiel of toegenomen. De esdoornganzenvoet komt van nature voor in de gematigde streken van Europa, India, Azië en China en is van daaruit verspreid naar Noord-Amerika. Het aantal chromosomen 2n = 18.
De plant wordt 30 - 100 cm lang en stinkt bij aanraking. De kantige, gegroefde, rechtopgaande stengel is niet of weinig vertakt en op jonge leeftijd melig behaard. De 5 - 20 cm lange en 5 - 16 cm brede, eirond-driehoekige bladeren hebben een zwak hartvormige of afgeknotte voet. Aan de rand van het gesteelde, kale blad zitten enkele uit elkaar staande bladtanden.
De esdoornganzenvoet bloeit van juli tot in september. De piramidale bloeiwijze is een vertakte, brede, losse en voor een groot deel niet bebladerde pluim met groene bloemen, die in vrij ver uit elkaar staande kluwens zitten. De bloem heeft vijf, alleen aan de voet vergroeide bloemdekbladen, vijf meeldraden en 2 - 3 stempels.
De vrucht is een nootje. De zwarte zaden zijn  1,75 -2,0 mm breed en bezet met kraterachtige putjes.
De esdoornganzenvoet komt voor in groentetuinen, akkers, zeeduinen, afgravingen, industrieterreinen, ruigten en open plekken in bermen.

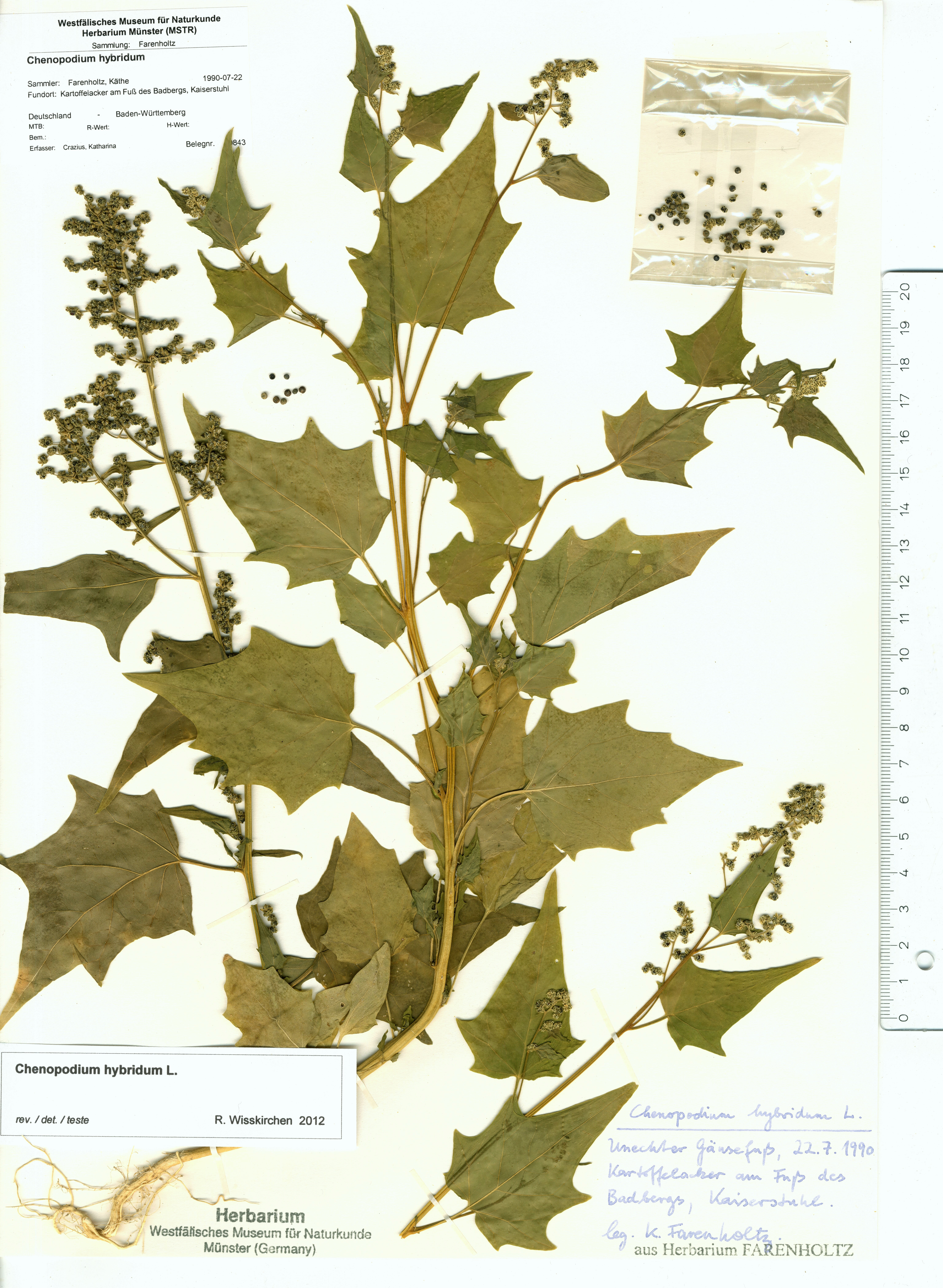
Herbarium exemplaar
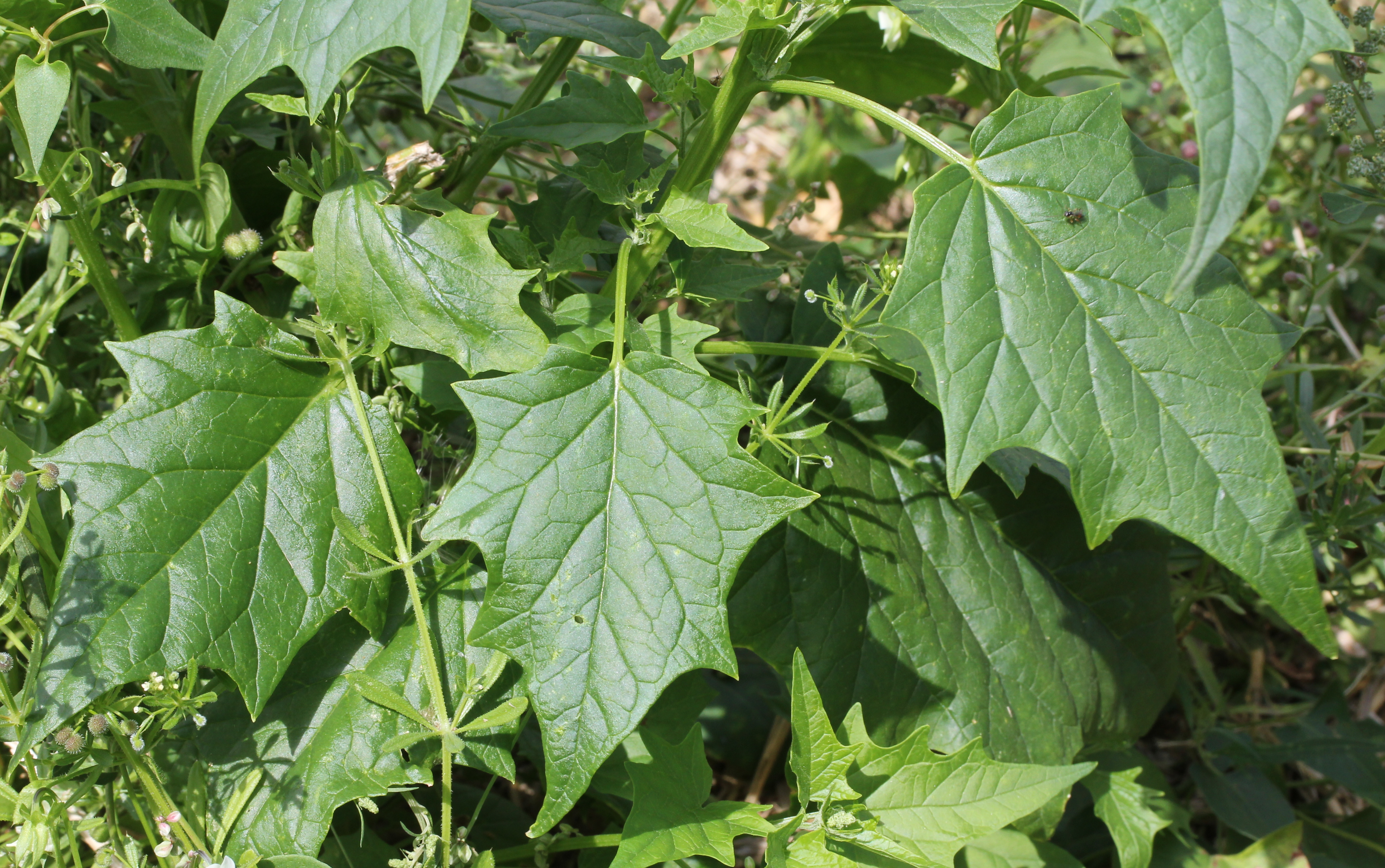
Bladeren
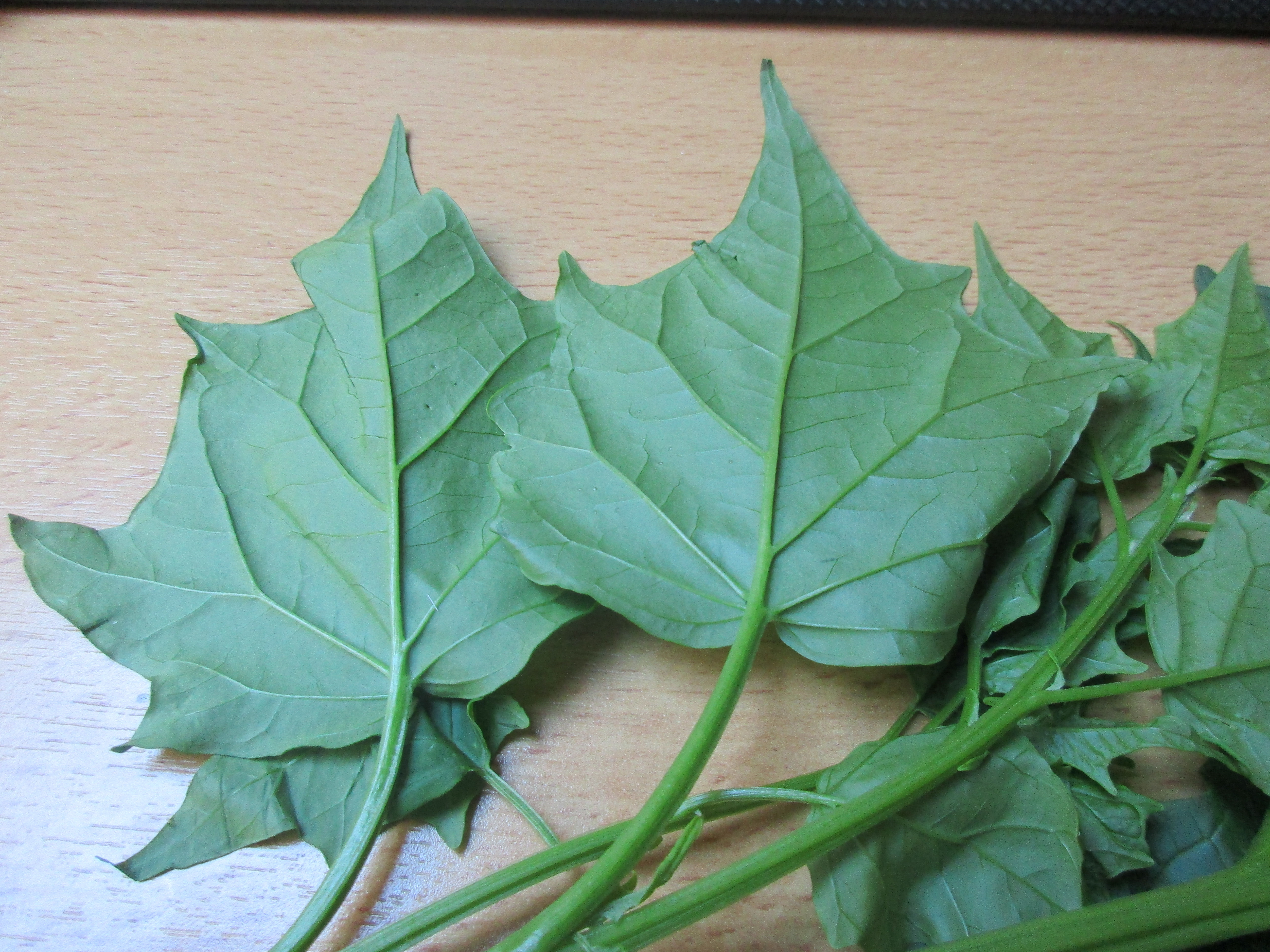
Achterkant blad
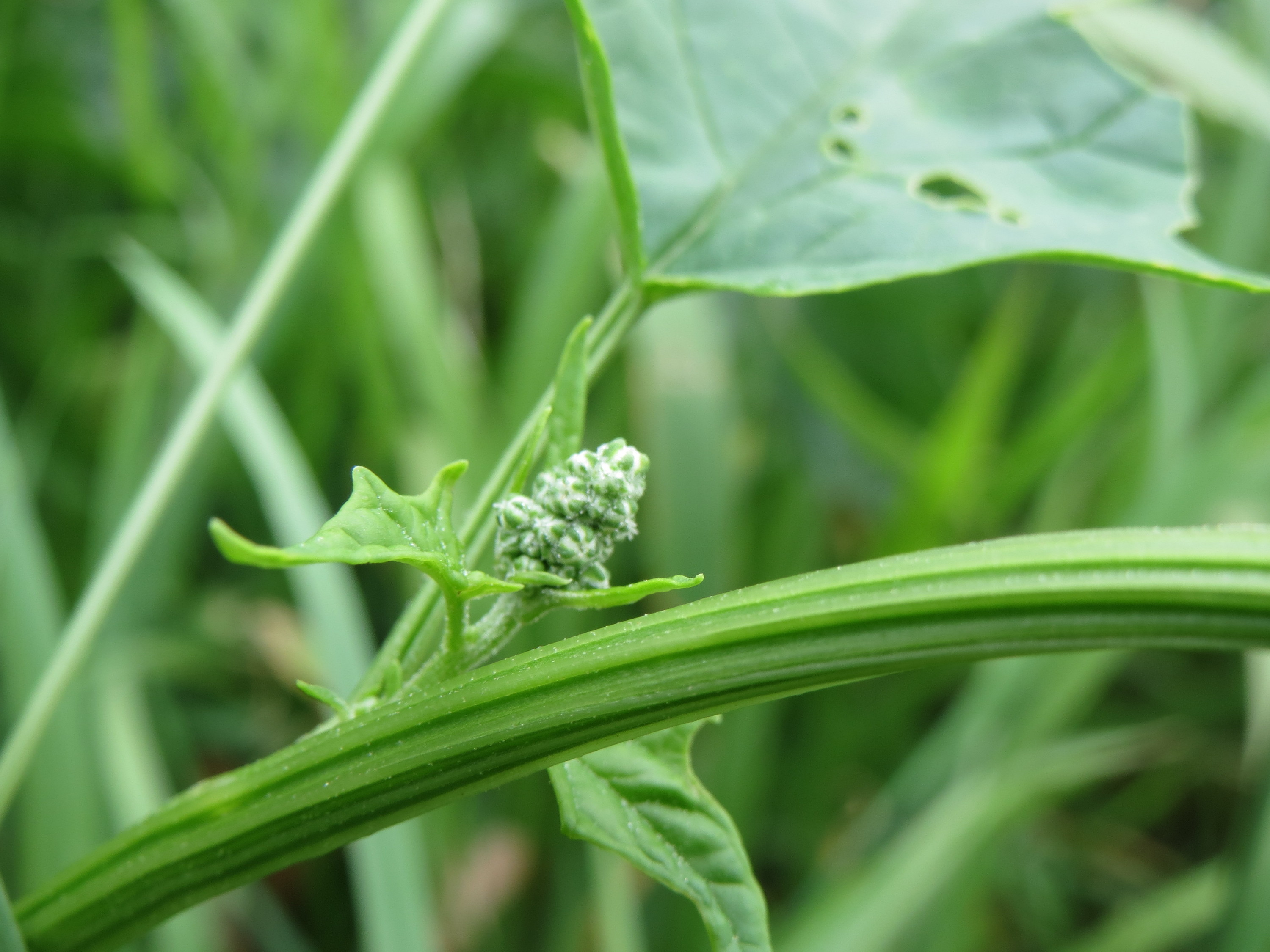
Stengel
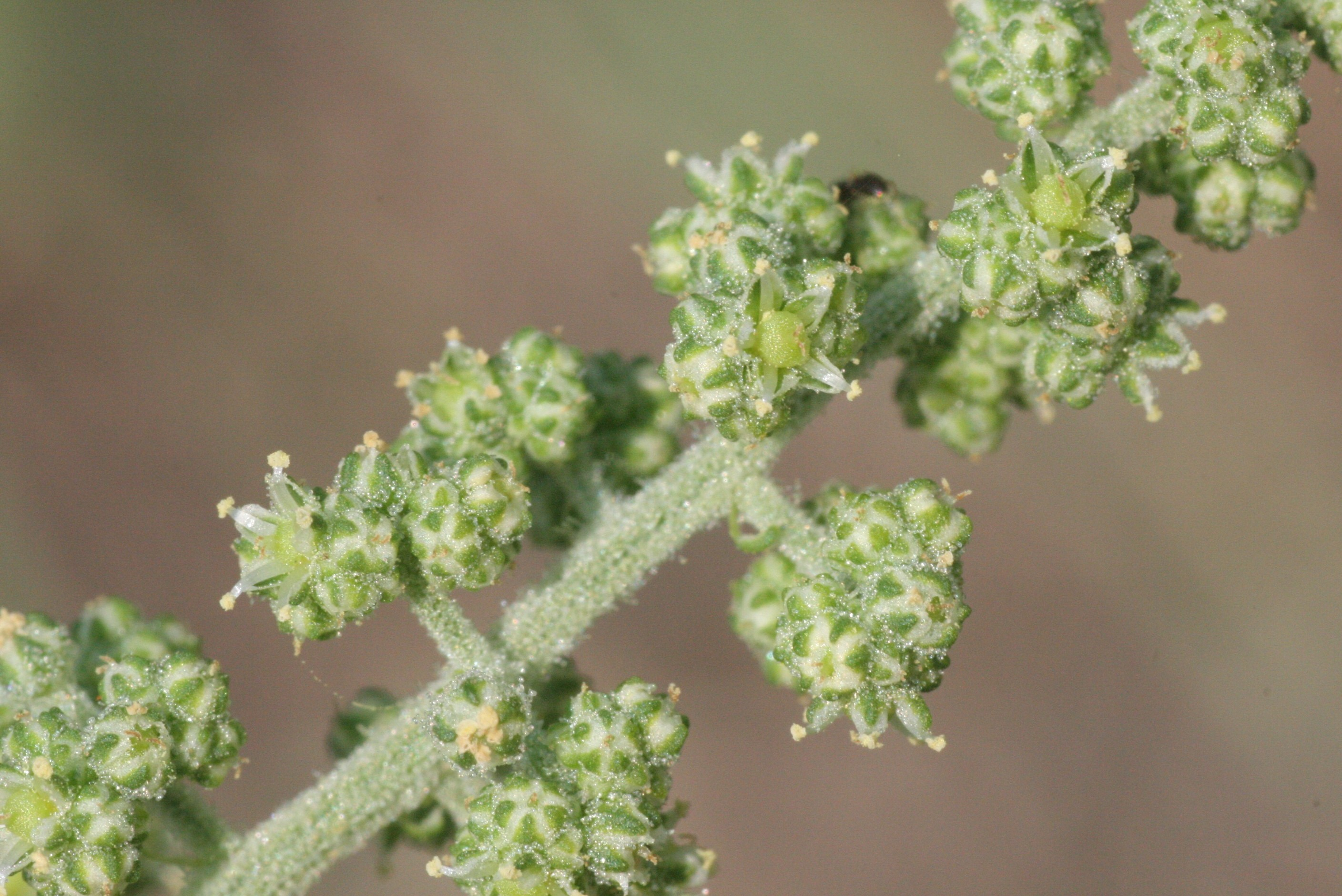
Bloemen
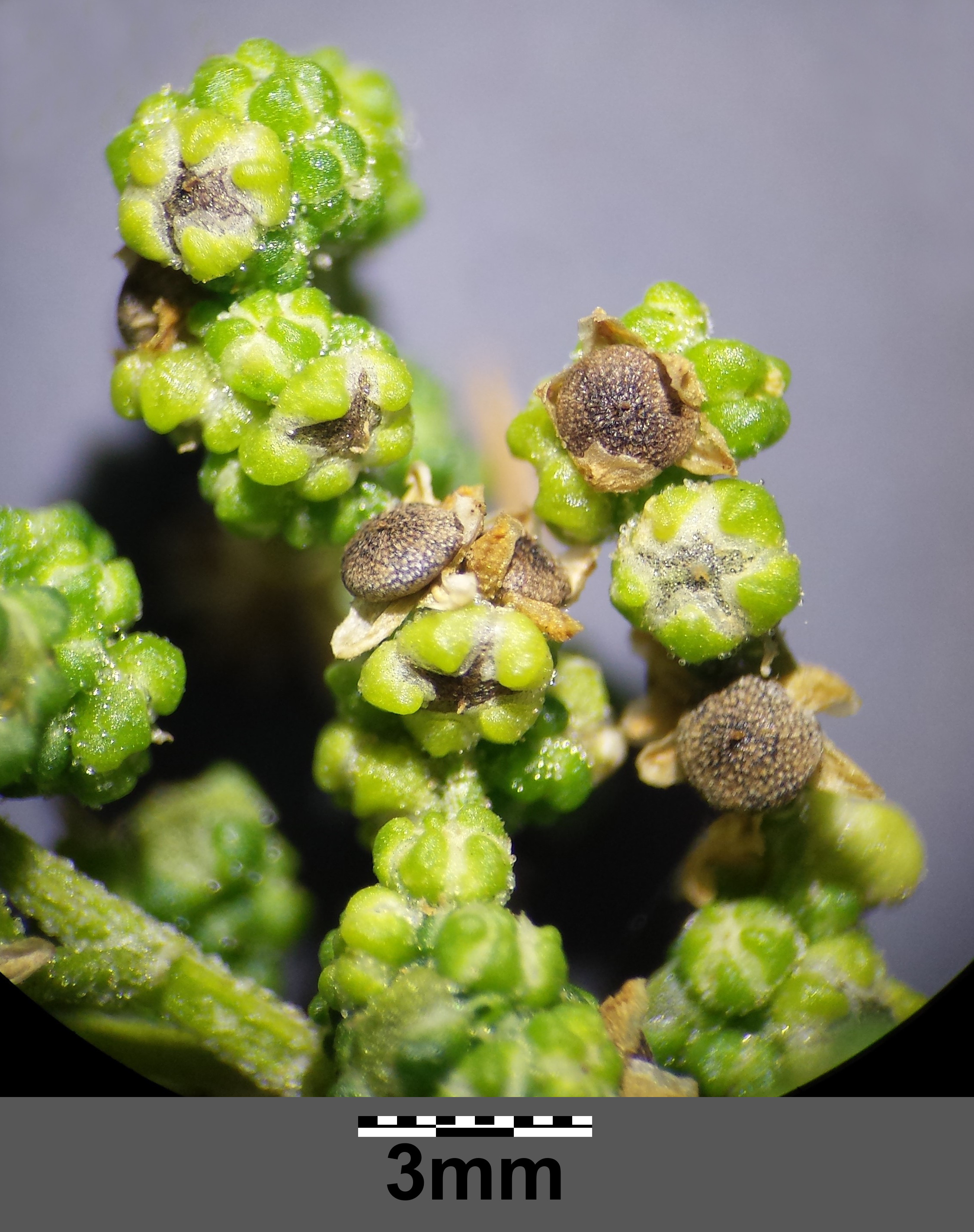
Vruchten
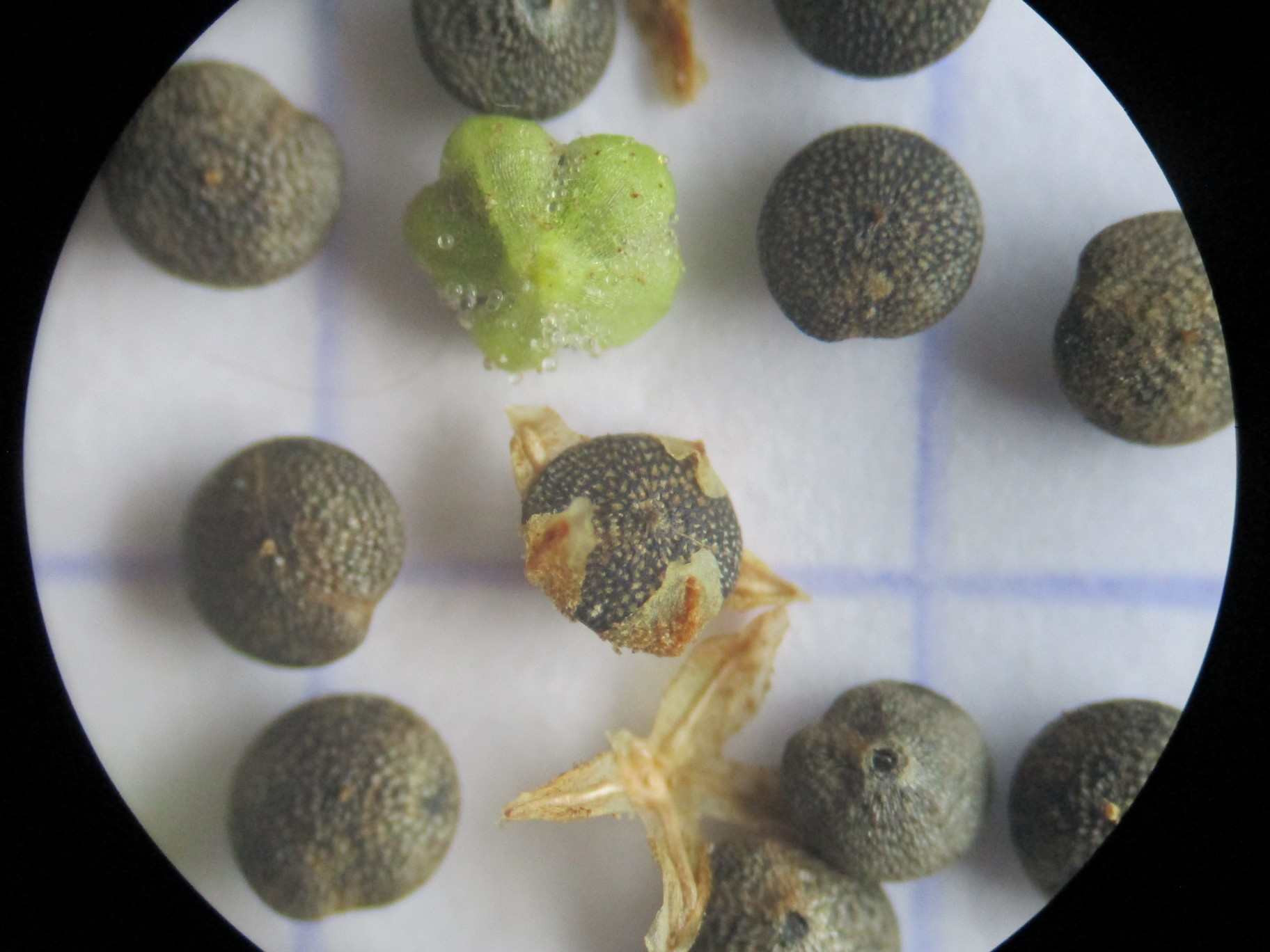
Zaden en vrucht
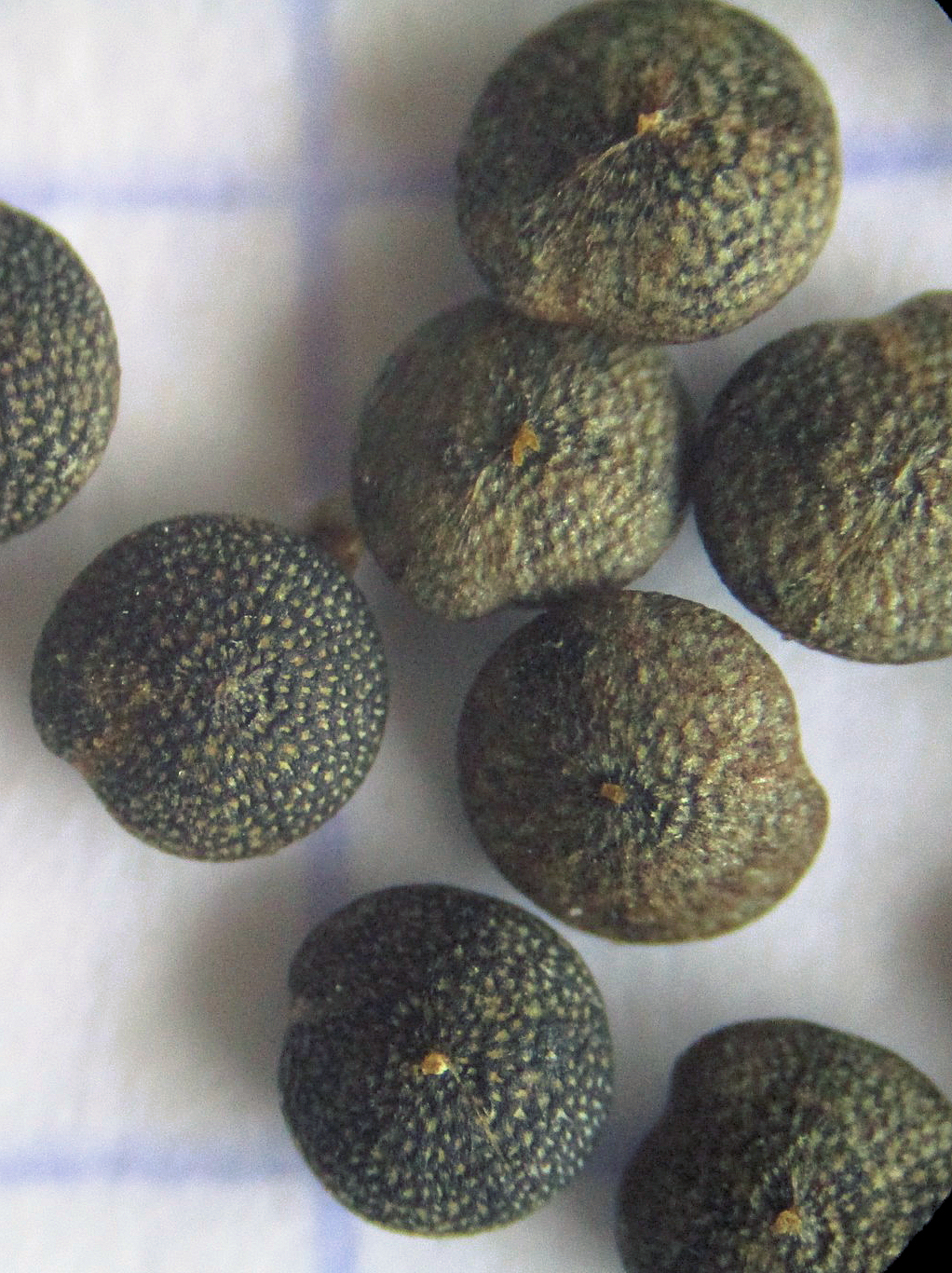
Zaden